# Бриндакит
Бриндаки́т — упразднённый посёлок городского типа  в Усть-Майском районе Республики Якутия России. Упразднён в 2008 году.

## География
Расстояние до административного центра 474 км.

## История
Возник в связи с открытием и разработкой месторождений золота.
Свое название посёлок получил от фамилий геологов, открывших богатые залежи золота, Брининг и Китов, старожилы говорили, что они ценой своей жизни сделали это открытие не имея запасов пищи и тепла замерзли, но оставили подробный геологический отчет.
Статус посёлка  городского типа — с 1947 года.
В 1997 году было принято решение о ликвидации посёлка Бриндакит в рамках реструктуризации золотодобывающих предприятий. В 2004 году при формировании муниципальных образований в посёлке не было создано городское поселение, территория была отнесена к межселенной территории.
В 2002 году в посёлке оставалось всего 15 жителей. В июле 2008 года Усть-Майский улусный совет принял решение о закрытии посёлка. Бриндакит был упразднён постановлением Ил Тумэн ГС № 298-IV от 26 ноября 2008. К моменту упразднения все жители посёлка переехали в другие населённые пункты, оставшиеся дома использовались старателями, приезжающими в летний период.

## Население
| 1959 | 1970  | 1979 | 1989 | 2002 |
| ---- | ----- | ---- | ---- | ---- |
| 1776 | ↘1452 | ↘869 | ↘867 | ↘15  |